# Idaea maurusia
Idaea maurusia är en fjärilsart som beskrevs av Turati 1924. Idaea maurusia ingår i släktet Idaea och familjen mätare. Inga underarter finns listade i Catalogue of Life.